# Grandi manovre
Grandi manovre (Les Grandes Manœuvres) è un film del 1955 diretto da René Clair.
È il suo primo film a colori.

## Trama
Francia, 1914. Il giovane tenente dei dragoni Armando de la Verne, famigerato dongiovanni della cittadina di provincia dove è stanziato il suo reggimento, mette alla prova le sue straordinarie doti di seduttore scommettendo con i commilitoni di riuscire a conquistare nel giro di pochi giorni una qualsiasi donna scelta a caso. L'obiettivo prescelto è Maria Luisa Riviére, giovane divorziata che ha aperto in città un negozio di moda.
La donna, pur conoscendo la fama del giovane militare, non resiste alle sue attenzioni e finisce per esserne presto conquistata. È però lo stesso Armando, inaspettatamente, ad innamorarsi davvero di lei ma, durante una sua assenza e prima che possa dichiararle il suo amore sincero, Maria Luisa viene a conoscenza della scommessa che ha dato origine alle attenzioni nei suoi confronti.
Al suo ritorno, Armando scopre che il sentimento che la donna provava per lui è ormai stato sostituito dalla delusione e il loro rapporto non può più essere recuperato.

## Produzione
Il film è prodotto da René Clair e André Daven per Filmsonor, Rizzoli Film, S.E.C.A., Cinétel.

## Sceneggiatura
Adattamento, sceneggiatura e dialoghi del film sono scritti da René Clair con la collaborazione di Jérôme Géronimi e di Jean Marsan.

## Riprese
Il film è girato negli Studi di Boulogne, dal 28 aprile 1955 fino al 2 luglio.

## Distribuzione
La prima proiezione delle Grandi Manovre ebbe luogo a Mosca, il 17 ottobre 1955 nell'ambito della  "Settimana del film francese" (Semaine du cinéma français).
La prima francese ebbe luogo a Parigi il 26 ottobre 1955. Il film fu generalmente ben accolto dalla stampa e dal pubblico.
In Italia uscì nel maggio del 1956.

## Premi
Il film vince due importanti premi francesi: il  Prix Louis-Delluc e il Prix Méliès.

## Critica
Giovanna Grignaffini:
(Giovanna Grignaffini, René Clair, p. 118)
A. Invernici e A. Signorelli:
(A. Invernici e A. Signorelli, René Clair, Bergamo, Stamperia Stefanoni, 2008)

## Il finale
In un primo tempo il finale del film doveva essere un suicidio: Marie-Louise si uccideva col gas. Il regista lo giudicò stonato rispetto al resto del film, troppo tragico, anche se conseguente,  e optò per una conclusione più aperta.

## Riconoscimenti
- 1955 - Premio Louis-Delluc
- David di Donatello 1956
  - Miglior produttore